# Theodor Peckolt

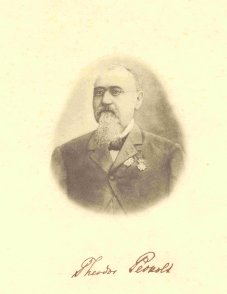
Theodor Peckolt

Theodor Peckolt, auch Theodoro (* 13. Juli 1822 in Pechern; † 21. September 1912 in Rio de Janeiro) war ein deutscher Apotheker, Pharmazeut, Botaniker und Naturforscher.

## Leben
Peckolt war der älteste Sohn des Offiziers und Gutsbesitzers Ferdinand August Carl Peckolt und Juliana Eleonora Peckolt. Nach der Schule arbeitete er ab 1837 als Lehrling bei einem Apotheker in Triebel/Niederlausitz und anschließend bis 1841 bei Apothekern in anderen Städten. Es wird angenommen, dass dieser Städtewechsel auf die militärische Karriere seines Vaters zurückzuführen war. Danach wurde Peckolt wegen seiner Qualifikation zum Militärapotheker in der Festung Głogów in Deutsch-Schlesien ernannt. Diese nicht zufriedenstellende Tätigkeit führte dazu, dass er zunächst an der Universität Rostock und dann an der Universität Göttingen studierte. Er bestand dort mit Bestnoten.
Nachfolgend wurde Peckolt auf Empfehlung des Botanikers Heinrich Gustav Reichenbach eingestellt. Im Jahr 1847 wanderte Peckolt auf Empfehlung von Carl Friedrich Philipp von Martius nach Rio de Janeiro aus, um mit weiteren Wissenschaftlern das Land zu erforschen und Informationen über Botanik, Zoologie und Mineralogie für die Bayerische Akademie der Wissenschaften in München sammeln. Theodor Peckolt bestieg am 28. September 1847 ein Schiff und kam im November 1847 in Rio de Janeiro an, wo er kurze Zeit in einer Apotheke arbeitete und anschließend ab September 1848 durch die Provinzen des Landes reiste.
Im Juli 1851 bestand er die pharmazeutische Prüfung der Medizinischen Fakultät von Rio de Janeiro. Drei Monate später ließ er sich in der Stadt Cantagalo in Provinz Rio de Janeiro nieder. Ein Jahr später heiratete er Henriqueta Sauerbrönn, Tochter des protestantischen Pfarrers Friederich Oswald Sauerbrönn, sowie Anführers der ersten deutschen Familien in der Schweizer Kolonie Nova Friburgo in der damaligen Provinz Rio de Janeiro. Mit ihr hatte er einen Sohn. Sein Sohn Gustavo Peckolt (1861–1923) arbeitete später ebenfalls als Apotheker.
1864 ernannte ihn die Academia Caesarea Leopoldino-Carolina Germanica honoris causa zum Doktor der Philosophie. Kaiser Peter II. berief ihn im Jahr 1867 zum brasilianischen Hofapotheker nach Rio de Janeiro. Im April 1868 zog Theodor Peckolt endgültig in die Stadt Rio de Janeiro, wo er sich dem Apotheker Frederico Augusto Duval anschloss, der in der Rua do Rosário Nr. 69 ein chemisches und pharmazeutisches Labor nach deutschem System hatte. Er leitete in der Zeit von 1874 bis 1876 auch das Chemielabor des Kaiser- und Nationalmuseums. Von 1873 bis 1884 war er Sekretär und Mitglied der Botanikabteilung der brasilianischen Akklimatisierungsvereinigung. Zwischen 1885 und 1889 war er auch Professor für organische Chemie, Biologie und Toxikologie an der Escola Superior de Farmácia.
Peckolt starb im September 1912 in Rio de Janeiro.

## Ehrungen
Im Jahr 1862 erhielt Peckolt vom brasilianischen Kaiser Dom Pedro II. den Rosenorden. 1863 wurde er zum Mitglied der Academia Nacional de Medicina in Rio de Janeiro erwählt. Ein Jahr später erfolgte seiner Ernennung zum Doktor der Philosophie.
1865 nannte der französisch Botaniker Eugène Pierre Nicolas Fournier (1834–1884) ihm zu Ehren eine Gattung der Asclepiadaceae „Peckoltia“. Im Jahre 1869 erhielt Peckolt vom König von Schweden den Nordstern-Orden. Zudem ernannte ihn der Allgemeine Österreichische Apotheker-Verein 1887 zum Ehrenmitglied.

## Werke (Auswahl)
Peckolt hinterließ rund 170 Veröffentlichungen, darunter Artikel in Zeitschriften und Büchern.
- Untersuchung des Fruchtfleisches und der Samendecke (Polpa und Pergaminho) der Kaffeebeeren. In: Archiv der Pharmazie. 170, 1864, S. 85, doi:10.1002/ardp.18641700110.
- Ueber Agoniada und Agoniadin. In: Archiv der Pharmazie. 192, 1870, S. 34, doi:10.1002/ardp.18701920103.
- Catalog der pharmacognostischen, pharmaceutischen und chemischen Sammlung aus der Brasilianischen Flora zur Nationalausstellung in Rio de Janeiro 1866. Verlag Carl Gerold´s und Sohn, Wien 1868.
- Volksbenennungen der brasilianischen Pflanzen und Produkte derselben in brasilianischer (portugiesischer) und von der Tupisprache adoptirten Namen. In: Monografien Botanik Blütenpflanzen. Band 397, Pharmaceutical Review Publishing Co., Milwaukee 1907, S. 1–255 (zobodat.at [PDF]).

Mit Sohn Gustavo Peckolt:
- Theodor Peckolt, Gustavo Peckolt: Historia Das Plantas Medicinaes E Uteis Do Brazil: Sexto Fasciculo. 1896, Neuauflage Kessinger Publishing, LLC, 2010, ISBN 1-168-07349-9.